# Лоран Рібуле
Лоран Рібуле (18 квітня 1871, Лілль, Франція — 4 вересня 1960, там само) — був французьким тенісистом. Він двічі виходив у фінал Відкритого чемпіонату Франції з тенісу — у 1893 році переміг діючого чемпіона Жана Шопфера, а у 1895 році поступився також діючому чемпіону Андре Вашеро.

## Фінали турнірів Великого шолома
| Статус     | Рік  | Турнір               | Покриття | Суперник у фіналі | Рахунок у фіналі |
| Переможець | 1893 | French Championships | Трава    | Жан Шопфер        | 6–3, 6–3         |
| Фіналіст   | 1895 | French Championships | Трава    | Андре Вашеро      | 9–7, 6–2         |